# Hermann Roesler

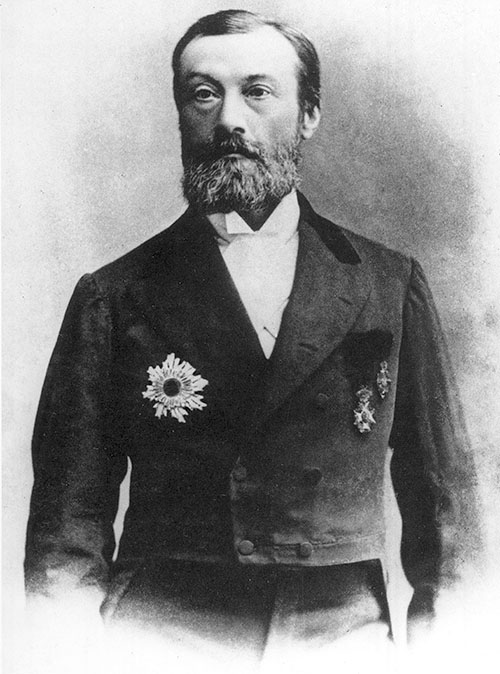
Hermann Roesler mit dem Orden der aufgehenden Sonne

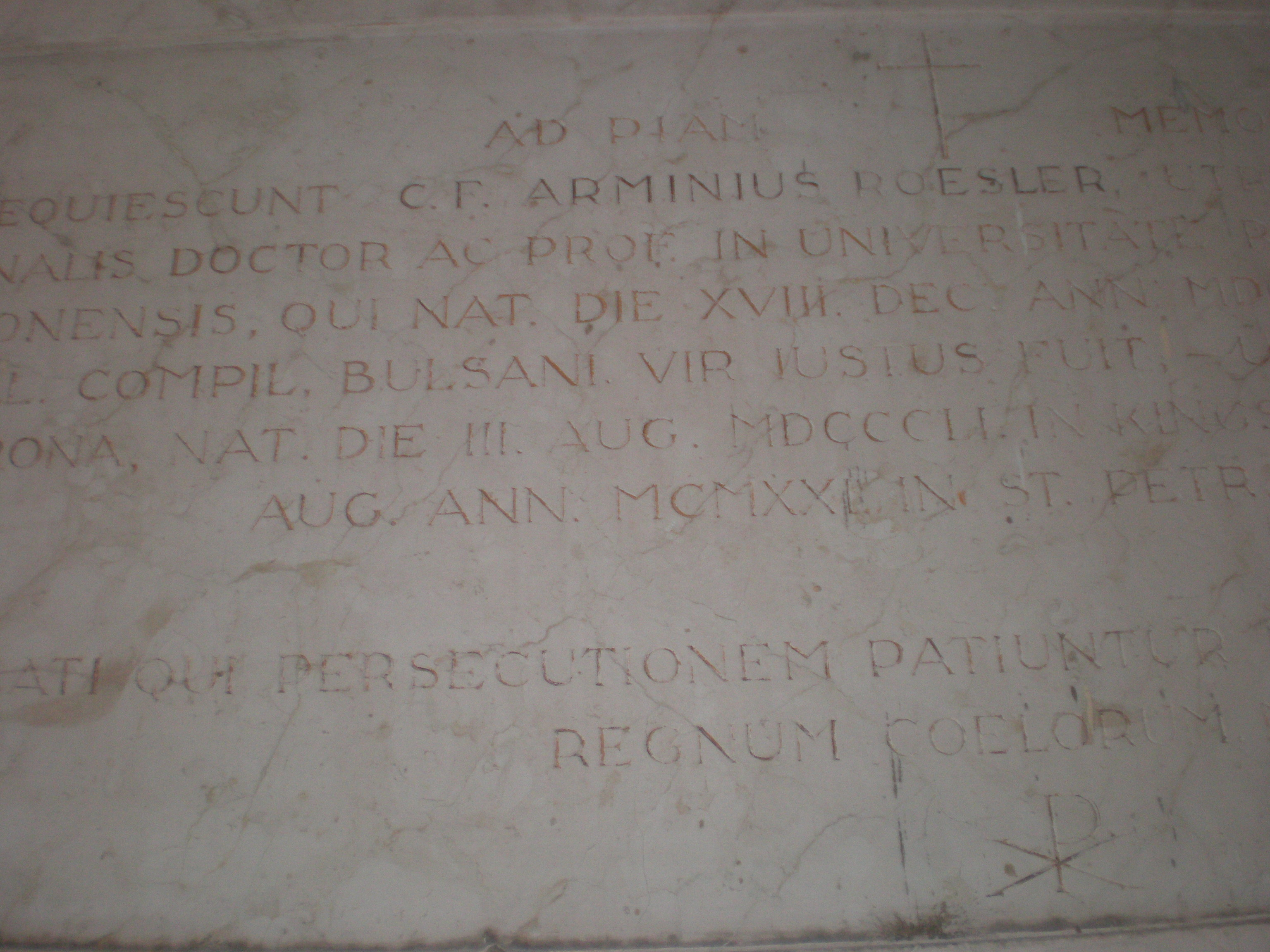
Grabplatte Hermann Roeslers und seiner Frau Agnes Martha Turnour auf dem Friedhof in Bozen-Oberau

Carl Friedrich Hermann Roesler (* 18. Dezember 1834 in Lauf an der Pegnitz; † 2. Dezember 1894 in Bozen) war ein deutscher Nationalökonom.

## Biografie
Hermann Roesler war der Sohn des Landgerichtsadvokaten Christoph Carl Friedrich Maximilian Roesler (1798–1841) und dessen Gattin Sophie Wilhelmine geb. Nägelsbach, Schwester der Altphilologen Karl Friedrich und Eduard Naegelsbach.
Er besuchte das Nürnberger Melanchthon-Gymnasium und studierte von 1852 bis 1856 in Erlangen und München Rechts- und Staatswissenschaften. Während seines Studiums wurde er 1855 Mitglied der Burschenschaft Germania Erlangen. 1856 legte Roesler die erste juristische Staatsprüfung, 1858 die zweite ab und promovierte 1860 in Erlangen zum Dr. jur. utr., im selben Jahr auch in Tübingen zum Dr. der Staatswirtschaft. Bereits im Folgejahr habilitierte er sich in Erlangen, worauf er in Rostock eine ordentliche Professur antrat.
1878 trat Hermann Roesler vom lutherischen Bekenntnis zum Katholizismus über, weshalb er nicht länger im mecklenburgischen Staatsdienst bleiben durfte. Deshalb ging er noch im gleichen Jahr als Ratgeber des japanischen Außenministeriums und anschließend des japanischen Kabinetts nach Tokyo, wo er bis 1893 blieb. Sein Verhältnis zur dortigen deutschen Gesandtschaft und deutschen Gemeinschaft wird als frostig beschrieben. Roesler war an der Ausarbeitung des Entwurfs für das japanische Handelsgesetzbuch und die Meiji-Verfassung maßgeblich beteiligt.
Nach Beendigung seines Japan-Aufenthaltes zog Roesler 1893 nach Bozen, wo er kurz darauf im Ansitz Compil (Klebelsberg) in Bozen-Dorf starb und auf dem alten Stadtfriedhof südlich der Pfarrkirche Maria Himmelfahrt beigesetzt wurde. Nach der Auflösung des Friedhofs 1931 wurden die Gebeine Roeslers und seiner am 22. August 1921 ebenfalls in Bozen (St. Peter, Haus Körbler) verstorbenen, aus einer irisch-englischen Familie stammenden Frau Agnes Martha Turnour (geb. am 3. August 1851 in Kingswood bei Brampton in England) auf den neuen Bozner Friedhof in St. Jakob in Oberau umgebettet und dort in der unmittelbar nördlich der großen Friedhofskapelle gelegenen 8. Arkade mit einer Marmorplatte verschlossen.
Die Grabplatte trägt folgende mehrzeilige lateinische Inschrift:

„Ad piam memoriam. Hic in domino pie requiescunt C[arolus] F[ridericus] Arminius Roesler, utriusque iuris itemque philosophiae et oeconomiae nationalis doctor ac prof[essor] in universitate Rostock, postea referens consiliarius caesarii regni Japonensis, qui natus die XVIII. dec[embris] ann[o] MDCCCXXXIV. in Lauf (Bavaria), † II. dec[embris] anno MDCCCXCIV. in castello Compil Bulsani; vir iustus fuit – unacum coniuge Agnete M[artha] N. Turnour piissima mitique matrona nata die III. aug[usti] MDCCCLI in Kingswood ap[ud] Brampton (Anglia), † die XXII. aug[usti] anno MCMXXI. in St. Petr[o] ap[ud] Bulsanum.
[Matthäus 5:5-10:] Beati qui lugent; beati qui persecutionem patiuntur propter iustitiam, quoniam ipsorum est regnum coelorum. XR [Christus]. Gruber Gries.“

## Ehrungen
- 1861 Ehrendoktor der Philosophischen Fakultät der Universität Rostock[1]
- 1879 Franz-Joseph-Orden, Ritter
- 1885 Leopoldsorden (Belgien), Ritter
- 1885 Orden der Aufgehenden Sonne, 2. Klasse

## Werke
- Zur Kritik der Lehre vom Arbeitslohn: ein volkswirthschaftlicher Versuch. Erlangen: Enke 1861.
- Über die Grundlehren der von Adam Smith begründeten Volkswirthschaftstheorie. 2. Aufl., Erlangen: Deichert 1871.
- Lehrbuch des deutschen Verwaltungsrechts, 2 Bde. Erlangen: Deichert 1872–1873.
- Vorlesungen über Volkswirthschaft. Erlangen: Deichert 1878.
- Entwurf eines Handels-Gesetzbuches für Japan. Mit Commentar, 3 Bde. Tokyo 1884.
- Die deutsche Nation und das Preußenthum. Zürich: Schmidt 1893.